# Banbury Castle
Banbury Castle ist eine mittelalterliche abgegangene Burg im Zentrum von Banbury in der englischen Grafschaft Oxfordshire. Der Historiker John Kenyon betont, dass die Burg „bemerkenswert für ihren frühen konzentrischen Aufbau“ war.

## Geschichte
Banbury Castle ließ Alexander, Bischof von Lincoln, 1135 als Motte errichten. Im Jahre 1139 konfiszierte König Stephan die Burg, gab sie aber im selben Jahr an Alexander zurück. Bis 1547 verblieb sie dann in Händen der Bischöfe von Lincoln. Die Burg wurde durch ein Castle-Guard-System (Schutz durch Aushebung von Soldaten im Kriegsfalle im Gebiet um die Burg) geschützt. 1201–1207, während der Regierungszeit von Johann Ohneland, wurden die Verteidigungsanlagen der Burg verstärkt.
Später wurde die Burg vollkommen neu aufgebaut. Frühere Geschichtswissenschaftler waren der Meinung, dass dies gegen Ende des 13. Jahrhunderts geschehen sei, aber archäologische Ausgrabungen in den 1970er-Jahren zeigten auf, dass dies Arbeit in den Jahren 1225–1250 durchgeführt wurde. Die neue Burg hatte einen konzentrischen, fünfeckigen Grundriss und dicke, angeböschte Mauern. Die Burg besaß auch ein Torhaus, das aber später so stark beschädigt wurde, dass heute nichts mehr über seine Konstruktion bekannt ist. Der Historiker John Kenyon stellt heraus, dass Banbury Castle „bemerkenswert für seinen frühen konzentrische Aufbau“ war, die man üblicherweise bei irgendwie später gebauten Burgen, wie z. B. Harlech Castle oder Beaumaris Castle, findet. In der zweiten Hälfte des 13. Jahrhunderts nutzten die Bischöfe von Lincoln die Burg als Gefängnis.
Im Jahre 1547 kaufte Edward Seymour, 1. Duke of Somerset, die Burg. Wenig später fiel sie an John Dudley, 1. Duke of Northumberland, der sie 1551 an die Krone verkaufte. Bald danach wurde das Gefängnis in der Burg verkleinert und in den 1560er-Jahren schließlich ganz geschlossen. In den 1580er-Jahren wurde das Gefängnis neu geschaffen, allerdings für Rekusanten, also Katholiken, die sich weigerten, zum anglikanischen Glauben überzutreten. 1595 belehnte die Krone die Burg an Richard Fiennes, den Baron von Saye and Sele.
1642 brach der englische Bürgerkrieg aus. Banbury Castle wurde anfangs von William Fiennes, 1. Viscount Saye and Sele, dem Sohn von Richard Fiennes, für die Roundheads gehalten, der ihre Verteidigungswerke hastig verstärken ließ. Nach der Schlacht bei Edgehill marschierten die Truppen des Königs nach Süden und erzwangen die Übergabe der Burg und der dort eingelagerten 1500 Schusswaffen. Die Verteidigungswerke wurden erneut verstärkt und 1644 wurde die Burg erneut belagert, diesmal von den parlamentaristischen Kräften unter dem Kommando von William Fiennes. Der königliche Gouverneur, der 18 Jahre alte William Compton, hielt von Juli bis Oktober aus, als Comptons Bruder, James Compton, 3. Earl of Northampton, die Burg entsetzte. Im November desselben Jahres dinierte König Karl I. in der Burg. Im Januar 1646 wurde die Burg erneut von 3000 Mann starken parlamentaristischen Truppen unter Edward Whalley belagert. Die royalistische Sache war verloren und im Mai ergaben sich Compton und seine 300 Mann starke Garnison.
Nach dem Krieg, im Jahre 1648, wurde die Burg geschleift, damit sie nicht wieder als Festung genutzt werden konnte. Das Parlament zahlte Fiennes einen Schadenersatz von £ 2000. Steine der Burg wurden später als Baumaterial für verschiedene Häuser in der Stadt genutzt.

## Heute
Heute ist von Banbury Castle nichts mehr zu sehen. Wo es einmal war, liegt heute die Castle Street. Auf dem Gelände wurden 1973–1974 Ausgrabungen durchgeführt.